# Okano Teiichi

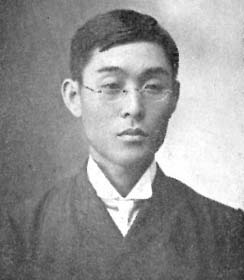
Okano Teiichi

Okano Teiichi (jap. 岡野 貞一; * 16. Februar 1878 im Dorf Furuichi, Kreis Ōmi (heute Stadt Tottori), Präfektur Tottori, Kaiserreich Japan; † 29. Dezember 1941 in Japan) war ein japanischer Komponist, Musikpädagoge und Organist.

## Leben
Okano studierte ab 1892 an Konservatorium Tokyo (Tōkyō Ongaku Gakkō), heute ein Teil der Universität der Künste Tokyo. Nach seinem Studium wurde er in seiner Geburtsstadt Musiklehrer. Seit 1932 war er bis zu seiner Pensionierung Dozent für Orchesterleiter. Daneben war er 40 Jahre lang als Chorleiter und Organist an der Zentralkirche in Tokyo Hongu tätig.
Seine vielen Lieder machten ihn zu einem bekannten Komponisten seiner Zeit.

## Bekannte Werke
- Haru ga kita (春が来た; 1910)
- Hinomaru no hata (日の丸の旗; 1911)
- Momiji (紅葉; 1911); en: Coloured Maple Leaves in Autumn.
- Haru no ogawa (春の小川; 1912)
- Furusato (故郷; 1914); en: Homeland.
- Oborozuki yo (朧月夜; 1914); en: Misty Moon Night, de: Verhangene Mondnacht.
- Kozima Takanori.

Die Texte dieser Werke stammen von Tokano Tatsuyuki.
Das Lied wird vom Japanischen Unterrichtsministerium in der Liste der Top-100-Lieder Japans aufgeführt. 
| Personendaten    | Personendaten                                          |
| ---------------- | ------------------------------------------------------ |
| NAME             | Teiichi, Okano                                         |
| KURZBESCHREIBUNG | japanischer Komponist                                  |
| GEBURTSDATUM     | 16. Februar 1878                                       |
| GEBURTSORT       | Furuichi-mura, Ōmi-gun, Tottori-ken, Kaiserreich Japan |
| STERBEDATUM      | 29. Dezember 1941                                      |
| STERBEORT        | Japan                                                  |